# Balfour (Colombie-Britannique)
Pour les articles homonymes, voir Balfour (homonymie).

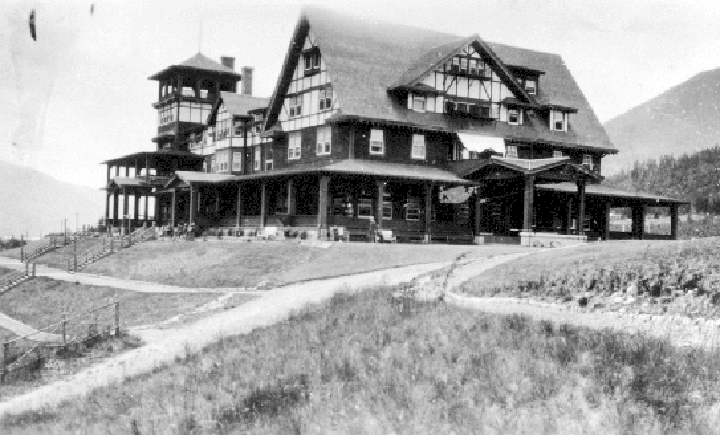
Ancien hôtel CP à Balfour, 1918

Balfour est une communauté canadienne de la Colombie-Britannique située dans la région de West Kootenay (Kootenay Ouest).